# Pronotalia hungarica
Pronotalia hungarica är en stekelart som först beskrevs av Erdös 1955.  Pronotalia hungarica ingår i släktet Pronotalia, och familjen finglanssteklar. Arten är reproducerande i Sverige.